# Beretzky György
Beretzky György (Zilah, 1807. – Krasznamihályfalva, 1876) jogász, alispán.

## Életpályája
Zilahon, Kolozsváron, Marosvásárhelyen tanult. Eleinte csak saját birtokán gazdálkodott, majd Wesselényi Ferenc jószágigazgatója lett. 1848 őszén megszervezte Közép-Szolnok vármegye védelmét. A 31. honvéd zászlóaljat toborozta, az 1848-49-es forradalom- és szabadságharcot végigküzdötte. 1861-ben Közép-Szolnok vármegye alispánja lett, de lemondott erről a tisztségéről. 1861-től csak gazdaságának élt.
A partiumi reformnemzedék egyik neves képviselője. Fiatalon Hunyadi János eredetéről írt értekezést. Jórészt kéziratban maradt meg visszaemlékezései.

## Művei
- Beretzy György Emlékiratából (Zilah, 1913)